# غيتابنيا (أرارات)
مدينة غيتابنيا (بالأرمينية:Գետափնյա) (بالإنجليزية: Getapnya)‏ هي إحدى المدن التابعة لمقاطعة أرارات في أرمينيا. يقدر عدد سكانها بـ 1299 نسمة حسب الإحصاء الذي جرى عام 2011.